# Jieshi, Guangdong
Jieshi (kinesiska: 碣石) är en köping i sydöstra Kina. Den ligger i Lufeng i staden Shanwei i provinsen Guangdong, omkring 260 kilometer öster om provinshuvudstaden Guangzhou. Antalet invånare är 210 454. Befolkningen består av 103 809 kvinnor och 106 645 män. Barn under 15 år utgör 26,0 %, vuxna 15-64 år 67 %, och äldre över 65 år 5,0 %.
Jieshi är det största samhället i trakten. 